# اسفندآباد (ملارد)
اسفندآباد، روستایی از توابع بخش مرکزی شهرستان ملارد در استان تهران ایران است.

## جمعیت
این روستا در دهستان ملارد جنوبی قرار دارد و براساس سرشماری مرکز آمار ایران در سال ۱۳۹۵، جمعیت آن ۳٬۳۱۱ نفر (۹۶۷ خانوار) بوده‌است.